# Не называй меня малышкой
«Не называй меня малышкой» (англ. Barb Wire, досл.: «Колючая проволока») — фильм-боевик 1996 года с Памелой Андерсон в главной роли.

## Сюжет
2017 год. США. Времена после Второй гражданской войны. То, что раньше именовалось Конгрессом США, теперь правит фашистскими методами. Демократия свергнута, царит тирания, действуют законы военного времени. Только Стил Харбор («Стальная Бухта»), последний свободный город, островок умирающей независимости, раздираемый хаосом и преступностью, дает приют нового рода наемникам, большинство из которых ездит на байках. Самое популярное место в Стил Харбор — гриль-бар «Хаммерхэд» (Дубовая голова). Имя его владелицы, красавицы по имени Барб Уэйр, окружено легендами. Когда эмоции в её баре перехлестывают через край, она лично исполняет обязанности вышибалы, и справиться с ней не удавалось ещё никому. А поскольку времена сейчас трудные, у Барб есть ещё одна работа: она «охотница за головами», подрабатывает отловом сбежавших должников и преступников. Кредо Барб — никогда не становиться ни на чью сторону, потому что только так можно выжить в существующих условиях. Единственный человек, которого она любит и о котором заботится, — её слепой младший брат Чарли.
В этом свободном городе оказываются преследуемые полицией, похожей в фильме на гестапо, чернокожая активистка Сопротивления доктор Коринна Девоншайр. Коринну сопровождает Аксель Худ, как оказалось, бывший любовник Барб Уэйр. Он должен переправить в Канаду доктора, чтобы предупредить Комиссию по перемирию о страшном биологическом оружии, которое может повлечь за собой глобальную катастрофу. Акселю нужна помощь, и он знает, что оказать её может лишь Барб.
После тяжелых испытаний, кровавых схваток, гибели Чарли Барб удается переправить доктора через границу.

## В ролях
- Памела Андерсон — Барбара «Барб Уайр»
- Темуэра Моррисон — Аксель
- Джон Пакстон — Смус
- Джек Нойсуорти — Чарли
- Стив Рейлсбек — полковник Прицер
- Виктория Роуэлл — Кора
- Ксандер Беркли — Александр Уиллис
- Удо Кир — Карли
- Анжели Альмендар — девушка
- Николас Уорт — Рубен

## Награды
- 1997 — номинирован на премию MTV Movie Award — лучшая драка (За драку между Памелой Андерсон и парнем)
- 1997 — премия Золотая малина — худшая новая звезда (Памела Андерсон)
- 1997 — номинирован на премию Золотая малина — худший фильм (Майк Ричардсон, Тодд Мойер, Брэд Уаймэн), худшая актриса (Памела Андерсон), худшая экранная пара (силиконовые имплантаты Памелы Андерсон), худший сценарий (Чак Пфаррер, Айлин Чайкен), худшая песня к фильму (Томми Ли)
- 1996 — номинирован на премию Stinker Award — худшая актриса (Памела Андерсон)